# Polonia en la Eurocopa 2024
La Selección de fútbol de Polonia fue uno de los 24 equipos participantes en la Eurocopa 2024, torneo que se disputó en Alemania entre el 14 de junio y el 14 de julio de 2024.
Fue la quinta participación de Polonia, formó parte del Grupo D, junto a Países Bajos, Austria y Francia.

## Clasificación

### Tabla de posiciones
| Pos. | Selección       | Pts. | PJ | PG | PE | PP | GF | GC | Dif. |
| ---- | --------------- | ---- | -- | -- | -- | -- | -- | -- | ---- |
| 1.   | Albania         | 15   | 8  | 4  | 3  | 1  | 12 | 4  | +8   |
| 2.   | República Checa | 15   | 8  | 4  | 3  | 1  | 12 | 6  | +6   |
| 3.   | Polonia         | 11   | 8  | 3  | 2  | 3  | 10 | 10 | 0    |
| 4.   | Moldavia        | 10   | 8  | 2  | 4  | 2  | 7  | 10 | −3   |
| 5.   | Islas Feroe     | 2    | 8  | 0  | 2  | 6  | 2  | 13 | −11  |

|  | Clasificados a la Eurocopa 2024. |
|  | Play-offs vía Liga de Naciones.  |

### Partidos
| Fecha                    | Ciudad   | Jornada            |                 |                            | Resultado    |                            |                 |
| ------------------------ | -------- | ------------------ | --------------- | -------------------------- | ------------ | -------------------------- | --------------- |
| 24 de marzo de 2023      | Praga    | 1                  | República Checa | Bandera de República Checa | 3:1 (2:0)    | Bandera de Polonia         | Polonia         |
| 27 de marzo de 2023      | Varsovia | 2                  | Polonia         | Bandera de Polonia         | 1:0 (1:0)    | Bandera de Albania         | Albania         |
| 20 de junio de 2023      | Chisináu | 4                  | Moldavia        | Bandera de Moldavia        | 3:2 (0:2)    | Bandera de Polonia         | Polonia         |
| 7 de septiembre de 2023  | Varsovia | 5                  | Polonia         | Bandera de Polonia         | 2:0 (0:0)    | Bandera de Islas Feroe     | Islas Feroe     |
| 10 de septiembre de 2023 | Tirana   | 6                  | Albania         | Bandera de Albania         | 2:0 (1:0)    | Bandera de Polonia         | Polonia         |
| 12 de octubre de 2023    | Tórshavn | 7                  | Islas Feroe     | Bandera de Islas Feroe     | 0:2 (0:2)    | Bandera de Polonia         | Polonia         |
| 15 de octubre de 2023    | Varsovia | 8                  | Polonia         | Bandera de Polonia         | 1:1 (0:1)    | Bandera de Moldavia        | Moldavia        |
| 17 de noviembre de 2023  | Varsovia | 9                  | Polonia         | Bandera de Polonia         | 1:1 (1:0)    | Bandera de República Checa | República Checa |
| 21 de marzo de 2024      | Varsovia | Ruta A - Semifinal | Polonia         | Bandera de Polonia         | 5:1 (1:0)    | Bandera de Estonia         | Estonia         |
| 26 de marzo de 2024      | Cardiff  | Ruta A - Final     | Gales           | Bandera de Gales           | 0:0 (4:5 p.) | Bandera de Polonia         | Polonia         |

### Goleadores
| N.°   | Jugador               | Anotado | PJ | Prom. | Jugada | Cabeza | TL | Penal |
| ----- | --------------------- | ------- | -- | ----- | ------ | ------ | -- | ----- |
| 1     | Robert Lewandowski    | 3       | 8  | 0.38  | 2      | 0      | 0  | 1     |
| 2     | Jakub Piotrowski      | 2       | 4  | 0.5   | 2      | 0      | 0  | 0     |
|       | Karol Świderski       | 2       | 10 | 0.2   | 2      | 0      | 0  | 0     |
|       | Sebastian Szymański   | 2       | 10 | 0.2   | 2      | 0      | 0  | 0     |
| 3     | Adam Buksa            | 1       | 4  | 0.25  | 0      | 1      | 0  | 0     |
|       | Arkadiusz Milik       | 1       | 4  | 0.25  | 1      | 0      | 0  | 0     |
|       | Damian Szymański      | 1       | 5  | 0.2   | 1      | 0      | 0  | 0     |
|       | Przemysław Frankowski | 1       | 8  | 0.13  | 1      | 0      | 0  | 0     |
|       | Piotr Zieliński       | 1       | 9  | 0.11  | 0      | 1      | 0  | 0     |
|       | Gol en propia puerta  | 1       | 10 | 0.1   | 1      | 0      | -  | -     |
| Total | Total                 | 15      | 10 | 1.5   | 12     | 2      | 0  | 1     |

## Preparación

### Partidos previos
| Fecha               | Ciudad   | Competición |         |                    | Resultado |                    |         |
| ------------------- | -------- | ----------- | ------- | ------------------ | --------- | ------------------ | ------- |
| 7 de junio de 2024  | Varsovia | Amistoso    | Polonia | Bandera de Polonia | 3:1 (3:1) | Bandera de Ucrania | Ucrania |
| 10 de junio de 2024 | Varsovia | Amistoso    | Polonia | Bandera de Polonia | 2:1(1:0)  | Bandera de Turquía | Turquía |

## Plantel

### Lista de convocados
Entrenador:  Michał Probierz
| No. | Pos. | Jugador               | Fecha de nacimiento (edad)        | Apa. | Goles | Club                         |
| --- | ---- | --------------------- | --------------------------------- | ---- | ----- | ---------------------------- |
| 1   | POR  | Wojciech Szczęsny     | 18 de abril de 1990 (34 años)     | 82   | 0     | Juventus F. C.               |
| 2   | DEF  | Bartosz Salamon       | 1 de mayo de 1991 (33 años)       | 14   | 0     | K. K. S. Lech Poznań         |
| 3   | DEF  | Paweł Dawidowicz      | 20 de mayo de 1995 (29 años)      | 11   | 0     | Hellas Verona F. C.          |
| 4   | DEF  | Sebastian Walukiewicz | 5 de abril de 2000 (24 años)      | 4    | 1     | Empoli F. C.                 |
| 5   | DEF  | Jan Bednarek          | 12 de abril de 1996 (28 años)     | 57   | 1     | Southampton F. C.            |
| 6   | MED  | Jakub Piotrowski      | 4 de octubre de 1997 (26 años)    | 6    | 2     | P. F. K. Ludogorets 1945     |
| 7   | DEL  | Karol Świderski       | 23 de enero de 1997 (27 años)     | 31   | 11    | Hellas Verona F. C.          |
| 8   | MED  | Jakub Moder           | 7 de abril de 1999 (25 años)      | 23   | 2     | Brighton & Hove Albion F. C. |
| 9   | DEL  | Robert Lewandowski    | 21 de agosto de 1988 (35 años)    | 150  | 82    | F. C. Barcelona              |
| 10  | MED  | Piotr Zieliński       | 20 de mayo de 1994 (30 años)      | 90   | 12    | S. S. C. Napoli              |
| 11  | MED  | Kamil Grosicki        | 8 de junio de 1988 (36 años)      | 93   | 17    | Pogoń Szczecin               |
| 12  | POR  | Łukasz Skorupski      | 5 de mayo de 1991 (33 años)       | 10   | 0     | Bologna F. C. 1909           |
| 13  | MED  | Taras Romanczuk       | 14 de noviembre de 1991 (32 años) | 3    | 1     | Jagiellonia Białystok        |
| 14  | DEF  | Jakub Kiwior          | 15 de febrero de 2000 (24 años)   | 23   | 1     | Arsenal F. C.                |
| 15  | DEF  | Tymoteusz Puchacz     | 23 de enero de 1999 (25 años)     | 14   | 0     | 1. F. C. Kaiserslautern      |
| 16  | DEL  | Adam Buksa            | 12 de julio de 1996 (27 años)     | 15   | 6     | Antalyaspor K.               |
| 17  | MED  | Damian Szymański      | 16 de junio de 1995 (28 años)     | 18   | 2     | A. E. K.                     |
| 18  | DEF  | Bartosz Bereszyński   | 12 de julio de 1992 (31 años)     | 55   | 0     | Empoli F. C.                 |
| 19  | MED  | Przemysław Frankowski | 12 de abril de 1995 (29 años)     | 41   | 3     | R. C. Lens                   |
| 20  | MED  | Sebastian Szymański   | 10 de mayo de 1999 (25 años)      | 34   | 3     | Fenerbahçe S. K.             |
| 21  | MED  | Nicola Zalewski       | 23 de enero de 2002 (22 años)     | 18   | 1     | A. S. Roma                   |
| 22  | POR  | Marcin Bułka          | 4 de octubre de 1999 (24 años)    | 1    | 0     | O. G. C. Niza                |
| 23  | DEL  | Krzysztof Piątek      | 1 de julio de 1995 (28 años)      | 29   | 11    | İstanbul Başakşehir F. K.    |
| 24  | MED  | Bartosz Slisz         | 29 de marzo de 1999 (25 años)     | 9    | 0     | Atlanta United F. C.         |
| 25  | MED  | Michał Skóraś         | 15 de febrero de 2000 (24 años)   | 8    | 0     | C. Brujas                    |
| 26  | MED  | Kacper Urbański       | 7 de septiembre de 2004 (19 años) | 2    | 0     | Bologna F. C. 1909           |

## Torneo
Tras el sorteo celebrado en Hamburgo el 23 de marzo de 2024 Polonia quedó integrada en un Grupo D en el que también estarán Países Bajos, Austria y Francia.
Fue la primera selección eliminada del torneo, con bajos rendimientos futbolísticos cayó ante Países Bajos por 1-2 con tantos de Adam Buksa para el equipo polaco y con goles de Cody Gakpo y Wout Weghorst para el equipo de países bajos. El golpe final lo dio Austria que le ganó por 3-1 con goles de Gernot Trauner, Christoph Baumgartner y  Marko Arnautovic, el único tanto polaco lo hizo  Krzysztof Piątek. Juragaran ante Francia sin nada para ganar.

### Partidos
| Fecha       | Ciudad   | Instancia      |         |                    | Resultado |                             |              |
| ----------- | -------- | -------------- | ------- | ------------------ | --------- | --------------------------- | ------------ |
| 16 de junio | Hamburgo | Fase de grupos | Polonia | Bandera de Polonia | 1:2 (1:1) | Bandera de los Países Bajos | Países Bajos |
| 21 de junio | Berlín   | Fase de grupos | Polonia | Bandera de Polonia | 1:3 (1:1) | Bandera de Austria          | Austria      |
| 25 de junio | Dortmund | Fase de grupos | Francia | Bandera de Francia | 1:1 (0:0) | Bandera de Polonia          | Polonia      |

### Fase de grupos - Grupo D
| Selección    | Pts | PJ | PG | PE | PP | GF | GC | Dif |
| ------------ | --- | -- | -- | -- | -- | -- | -- | --- |
| Austria      | 6   | 3  | 2  | 0  | 1  | 6  | 4  | +2  |
| Francia      | 5   | 3  | 1  | 2  | 0  | 2  | 1  | +1  |
| Países Bajos | 4   | 3  | 1  | 1  | 1  | 4  | 4  | 0   |
| Polonia      | 1   | 3  | 0  | 1  | 2  | 3  | 6  | –3  |

|  | Clasificados a los octavos de final. |

#### Polonia vs. Países Bajos
| Jornada 1; 16 de junio | Polonia     | 1:2 (1:1) | Países Bajos               | Volksparkstadion, Hamburgo                                                       |                                                                                  |
| 15:00 (UTC+2)          | - Buksa 16' | Reporte   | - Gakpo 29' - Weghorst 83' | Asistencia: 48 117 espectadores Árbitro(s): Artur Soares Dias VAR: Tiago Martins | Asistencia: 48 117 espectadores Árbitro(s): Artur Soares Dias VAR: Tiago Martins |

| 1          | Guardameta     | Wojciech Szczęsny     |     |
| 5          | Defensa        | Jan Bednarek          |     |
| 2          | Defensa        | Bartosz Salamon       | 86' |
| 14         | Defensa        | Jakub Kiwior          |     |
| 19         | Centrocampista | Przemysław Frankowski |     |
| 10         | Centrocampista | Piotr Zieliński       | 78' |
| 13         | Centrocampista | Taras Romanczuk       | 55' |
| 21         | Centrocampista | Nicola Zalewski       |     |
| 26         | Centrocampista | Kacper Urbański       | 55' |
| 20         | Centrocampista | Sebastian Szymański   | 46' |
| 16         | Delantero      | Adam Buksa            |     |
| Entrenador | Entrenador     | Michał Probierz       |     |

| 1          | Guardameta     | Bart Verbruggen   |     |
| 22         | Defensa        | Denzel Dumfries   |     |
| 6          | Defensa        | Stefan de Vrij    |     |
| 4          | Defensa        | Virgil van Dijk   |     |
| 5          | Defensa        | Nathan Aké        | 87' |
| 24         | Centrocampista | Jerdy Schouten    |     |
| 14         | Centrocampista | Tijjani Reijnders |     |
| 16         | Centrocampista | Joey Veerman      | 62' |
| 7          | Delantero      | Xavi Simons       | 62' |
| 10         | Delantero      | Memphis Depay     | 81' |
| 11         | Delantero      | Cody Gakpo        | 81' |
| Entrenador | Entrenador     | Ronald Koeman     |     |

| 8  | Centrocampista | Jakub Moder         | 46' |
| 7  | Delantero      | Karol Świderski     | 55' |
| 24 | Centrocampista | Bartosz Slisz       | 55' |
| 6  | Centrocampista | Jakub Piotrowski    | 78' |
| 18 | Defensa        | Bartosz Bereszyński | 86' |

| 8  | Centrocampista | Georginio Wijnaldum | 62' |
| 18 | Delantero      | Donyell Malen       | 62' |
| 12 | Defensa        | Jeremie Frimpong    | 81' |
| 9  | Delantero      | Wout Weghorst       | 81' |
| 15 | Defensa        | Micky van de Ven    | 87' |

| Anotado | 16' | Adam Buksa | 1:0 |

| Anotado | 29' | Cody Gakpo    | 1:1 |
| Anotado | 83' | Wout Weghorst | 1:2 |

| Amonestado | 15' | Joey Veerman |

| Árbitro             | Artur Soares Dias    |
| Árbitros asistentes | Paulo Soares         |
| Árbitros asistentes | Pedro Ribeiro        |
| Cuarto árbitro      | Irfan Peljto         |
| Quinto árbitro      | Senad Ibrišimbegović |
| VAR                 | Tiago Martins        |
| Adicional VAR       | Christian Dingert    |
| Adicional VAR       | Marco Fritz          |

| 1          | Guardameta     | Wojciech Szczęsny     |     |
| 5          | Defensa        | Jan Bednarek          |     |
| 2          | Defensa        | Bartosz Salamon       | 86' |
| 14         | Defensa        | Jakub Kiwior          |     |
| 19         | Centrocampista | Przemysław Frankowski |     |
| 10         | Centrocampista | Piotr Zieliński       | 78' |
| 13         | Centrocampista | Taras Romanczuk       | 55' |
| 21         | Centrocampista | Nicola Zalewski       |     |
| 26         | Centrocampista | Kacper Urbański       | 55' |
| 20         | Centrocampista | Sebastian Szymański   | 46' |
| 16         | Delantero      | Adam Buksa            |     |
| Entrenador | Entrenador     | Michał Probierz       |     |

| 1          | Guardameta     | Bart Verbruggen   |     |
| 22         | Defensa        | Denzel Dumfries   |     |
| 6          | Defensa        | Stefan de Vrij    |     |
| 4          | Defensa        | Virgil van Dijk   |     |
| 5          | Defensa        | Nathan Aké        | 87' |
| 24         | Centrocampista | Jerdy Schouten    |     |
| 14         | Centrocampista | Tijjani Reijnders |     |
| 16         | Centrocampista | Joey Veerman      | 62' |
| 7          | Delantero      | Xavi Simons       | 62' |
| 10         | Delantero      | Memphis Depay     | 81' |
| 11         | Delantero      | Cody Gakpo        | 81' |
| Entrenador | Entrenador     | Ronald Koeman     |     |

| 8  | Centrocampista | Jakub Moder         | 46' |
| 7  | Delantero      | Karol Świderski     | 55' |
| 24 | Centrocampista | Bartosz Slisz       | 55' |
| 6  | Centrocampista | Jakub Piotrowski    | 78' |
| 18 | Defensa        | Bartosz Bereszyński | 86' |

| 8  | Centrocampista | Georginio Wijnaldum | 62' |
| 18 | Delantero      | Donyell Malen       | 62' |
| 12 | Defensa        | Jeremie Frimpong    | 81' |
| 9  | Delantero      | Wout Weghorst       | 81' |
| 15 | Defensa        | Micky van de Ven    | 87' |

| Anotado | 16' | Adam Buksa | 1:0 |

| Anotado | 29' | Cody Gakpo    | 1:1 |
| Anotado | 83' | Wout Weghorst | 1:2 |

| Amonestado | 15' | Joey Veerman |

| Árbitro             | Artur Soares Dias    |
| Árbitros asistentes | Paulo Soares         |
| Árbitros asistentes | Pedro Ribeiro        |
| Cuarto árbitro      | Irfan Peljto         |
| Quinto árbitro      | Senad Ibrišimbegović |
| VAR                 | Tiago Martins        |
| Adicional VAR       | Christian Dingert    |
| Adicional VAR       | Marco Fritz          |

| Estadísticas      | Bandera de Polonia | Bandera de los Países Bajos |
| Tiros             | 11                 | 20                          |
| Tiros a puerta    | 7                  | 4                           |
| Faltas            | 10                 | 8                           |
| Saques de esquina | 3                  | 6                           |
| Penaltis          | 0                  | 0                           |
| Fueras de juego   | 2                  | 0                           |
| Posesión de balón | 35%                | 65%                         |

#### Polonia vs. Austria
| Jornada 2; 21 de junio | Polonia      | 1:3 (1:1) | Austria                                                | Estadio Olímpico de Berlín, Berlín                                               |                                                                                  |
| 18:00 (UTC+2)          | - Piątek 30' | Reporte   | - Trauner 9' - Baumgartner 66' - Arnautović 78' (pen.) | Asistencia: 69 455 espectadores Árbitro(s): Halil Umut Meler VAR: Rade Obrenović | Asistencia: 69 455 espectadores Árbitro(s): Halil Umut Meler VAR: Rade Obrenović |

| 1          | Guardameta     | Wojciech Szczęsny     |     |
| 5          | Defensa        | Jan Bednarek          |     |
| 3          | Defensa        | Paweł Dawidowicz      |     |
| 14         | Defensa        | Jakub Kiwior          |     |
| 19         | Centrocampista | Przemysław Frankowski |     |
| 6          | Centrocampista | Jakub Piotrowski      | 46' |
| 24         | Centrocampista | Bartosz Slisz         | 75' |
| 21         | Centrocampista | Nicola Zalewski       |     |
| 10         | Centrocampista | Piotr Zieliński       | 87' |
| 16         | Delantero      | Adam Buksa            | 60' |
| 23         | Delantero      | Krzysztof Piątek      | 60' |
| Entrenador | Entrenador     | Michał Probierz       |     |

| 13         | Guardameta     | Patrick Pentz         |     |
| 5          | Defensa        | Stefan Posch          |     |
| 3          | Defensa        | Gernot Trauner        | 59' |
| 15         | Defensa        | Philipp Lienhart      |     |
| 16         | Defensa        | Phillipp Mwene        | 63' |
| 6          | Centrocampista | Nicolas Seiwald       |     |
| 10         | Centrocampista | Florian Grillitsch    | 46' |
| 19         | Centrocampista | Christoph Baumgartner | 81' |
| 20         | Centrocampista | Konrad Laimer         |     |
| 9          | Centrocampista | Marcel Sabitzer       |     |
| 7          | Delantero      | Marko Arnautović      | 81' |
| Entrenador | Entrenador     | Ralf Rangnick         |     |

| 8  | Centrocampista | Jakub Moder        | 46' |
| 7  | Delantero      | Karol Świderski    | 60' |
| 9  | Delantero      | Robert Lewandowski | 60' |
| 11 | Centrocampista | Kamil Grosicki     | 75' |
| 26 | Centrocampista | Kacper Urbański    | 87' |

| 23 | Centrocampista | Patrick Wimmer      | 46' |
| 4  | Defensa        | Kevin Danso         | 59' |
| 8  | Centrocampista | Alexander Prass     | 63' |
| 18 | Centrocampista | Romano Schmid       | 81' |
| 11 | Delantero      | Michael Gregoritsch | 81' |

| Anotado | 30' | Krzysztof Piątek | 1:1 |

| Anotado         | 9'  | Gernot Trauner        | 0:1 |
| Anotado         | 66' | Christoph Baumgartner | 1:2 |
| Anotado · Penal | 78' | Marko Arnautović      | 1:3 |

| Amonestado | 53' | Bartosz Slisz      |
| Amonestado | 62' | Jakub Moder        |
| Amonestado | 64' | Robert Lewandowski |
| Amonestado | 77' | Wojciech Szczęsny  |

| Amonestado | 56' | Patrick Wimmer   |
| Amonestado | 70' | Marko Arnautović |

| Árbitro             | Halil Umut Meler    |
| Árbitros asistentes | Mustafa Emre Eyisoy |
| Árbitros asistentes | Kerem Ersoy         |
| Cuarto árbitro      | Rade Obrenović      |
| Quinto árbitro      | Jure Praprotnik     |
| VAR                 | Paolo Valeri        |
| Adicional VAR       | Alper Ulusoy        |
| Adicional VAR       | Massimiliano Irrati |

| 1          | Guardameta     | Wojciech Szczęsny     |     |
| 5          | Defensa        | Jan Bednarek          |     |
| 3          | Defensa        | Paweł Dawidowicz      |     |
| 14         | Defensa        | Jakub Kiwior          |     |
| 19         | Centrocampista | Przemysław Frankowski |     |
| 6          | Centrocampista | Jakub Piotrowski      | 46' |
| 24         | Centrocampista | Bartosz Slisz         | 75' |
| 21         | Centrocampista | Nicola Zalewski       |     |
| 10         | Centrocampista | Piotr Zieliński       | 87' |
| 16         | Delantero      | Adam Buksa            | 60' |
| 23         | Delantero      | Krzysztof Piątek      | 60' |
| Entrenador | Entrenador     | Michał Probierz       |     |

| 13         | Guardameta     | Patrick Pentz         |     |
| 5          | Defensa        | Stefan Posch          |     |
| 3          | Defensa        | Gernot Trauner        | 59' |
| 15         | Defensa        | Philipp Lienhart      |     |
| 16         | Defensa        | Phillipp Mwene        | 63' |
| 6          | Centrocampista | Nicolas Seiwald       |     |
| 10         | Centrocampista | Florian Grillitsch    | 46' |
| 19         | Centrocampista | Christoph Baumgartner | 81' |
| 20         | Centrocampista | Konrad Laimer         |     |
| 9          | Centrocampista | Marcel Sabitzer       |     |
| 7          | Delantero      | Marko Arnautović      | 81' |
| Entrenador | Entrenador     | Ralf Rangnick         |     |

| 8  | Centrocampista | Jakub Moder        | 46' |
| 7  | Delantero      | Karol Świderski    | 60' |
| 9  | Delantero      | Robert Lewandowski | 60' |
| 11 | Centrocampista | Kamil Grosicki     | 75' |
| 26 | Centrocampista | Kacper Urbański    | 87' |

| 23 | Centrocampista | Patrick Wimmer      | 46' |
| 4  | Defensa        | Kevin Danso         | 59' |
| 8  | Centrocampista | Alexander Prass     | 63' |
| 18 | Centrocampista | Romano Schmid       | 81' |
| 11 | Delantero      | Michael Gregoritsch | 81' |

| Anotado | 30' | Krzysztof Piątek | 1:1 |

| Anotado         | 9'  | Gernot Trauner        | 0:1 |
| Anotado         | 66' | Christoph Baumgartner | 1:2 |
| Anotado · Penal | 78' | Marko Arnautović      | 1:3 |

| Amonestado | 53' | Bartosz Slisz      |
| Amonestado | 62' | Jakub Moder        |
| Amonestado | 64' | Robert Lewandowski |
| Amonestado | 77' | Wojciech Szczęsny  |

| Amonestado | 56' | Patrick Wimmer   |
| Amonestado | 70' | Marko Arnautović |

| Árbitro             | Halil Umut Meler    |
| Árbitros asistentes | Mustafa Emre Eyisoy |
| Árbitros asistentes | Kerem Ersoy         |
| Cuarto árbitro      | Rade Obrenović      |
| Quinto árbitro      | Jure Praprotnik     |
| VAR                 | Paolo Valeri        |
| Adicional VAR       | Alper Ulusoy        |
| Adicional VAR       | Massimiliano Irrati |

| Estadísticas      | Bandera de Polonia | Bandera de Austria |
| Tiros             | 15                 | 15                 |
| Tiros a puerta    | 3                  | 9                  |
| Faltas            | 15                 | 15                 |
| Saques de esquina | 4                  | 3                  |
| Penaltis          | 0                  | 1                  |
| Fueras de juego   | 0                  | 2                  |
| Posesión de balón | 44%                | 56%                |

#### Francia vs. Polonia
| Jornada 3; 25 de junio | Francia             | 1:1 (0:0) | Polonia                  | BVB Stadion Dortmund, Dortmund                                                   |                                                                                  |
| 18:00 (UTC+2)          | - Mbappé 56' (pen.) | Reporte   | - Lewandowski 79' (pen.) | Asistencia: 59 728 espectadores Árbitro(s): Marco Guida VAR: Massimiliano Irrati | Asistencia: 59 728 espectadores Árbitro(s): Marco Guida VAR: Massimiliano Irrati |

| 16         | Guardameta     | Mike Maignan        |     |
| 5          | Defensa        | Jules Koundé        |     |
| 4          | Defensa        | Dayot Upamecano     |     |
| 17         | Defensa        | William Saliba      |     |
| 22         | Defensa        | Theo Hernández      |     |
| 8          | Centrocampista | Aurélien Tchouaméni | 81' |
| 13         | Centrocampista | N'Golo Kanté        | 61' |
| 14         | Centrocampista | Adrien Rabiot       | 61' |
| 11         | Delantero      | Ousmane Dembélé     | 86' |
| 10         | Delantero      | Kylian Mbappé       |     |
| 25         | Delantero      | Bradley Barcola     | 61' |
| Entrenador | Entrenador     | Didier Deschamps    |     |

| 12         | Guardameta     | Łukasz Skorupski      |     |
| 5          | Defensa        | Jan Bednarek          |     |
| 3          | Defensa        | Paweł Dawidowicz      |     |
| 14         | Defensa        | Jakub Kiwior          |     |
| 19         | Centrocampista | Przemysław Frankowski |     |
| 8          | Centrocampista | Jakub Moder           |     |
| 10         | Centrocampista | Piotr Zieliński       |     |
| 21         | Centrocampista | Nicola Zalewski       | 68' |
| 20         | Centrocampista | Sebastian Szymański   | 68' |
| 26         | Centrocampista | Kacper Urbański       |     |
| 9          | Delantero      | Robert Lewandowski    |     |
| Entrenador | Entrenador     | Michał Probierz       |     |

| 6  | Centrocampista | Eduardo Camavinga | 61' |
| 7  | Delantero      | Antoine Griezmann | 61' |
| 9  | Delantero      | Olivier Giroud    | 61' |
| 19 | Centrocampista | Youssouf Fofana   | 81' |
| 12 | Delantero      | Randal Kolo Muani | 86' |

| 7  | Delantero      | Karol Świderski | 68' |
| 25 | Centrocampista | Michał Skóraś   | 68' |

| Anotado · Penal | 56' | Kylian Mbappé | 1:0 |

| Anotado · Penal | 79' | Robert Lewandowski | 1:1 |

| Amonestado | 43' | Adrien Rabiot |

| Amonestado | 24'   | Nicola Zalewski  |
| Amonestado | 53'   | Michał Probierz  |
| Amonestado | 89'   | Paweł Dawidowicz |
| Amonestado | 90+2' | Karol Świderski  |

| Árbitro             | Marco Guida         |
| Árbitros asistentes | Filippo Meli        |
| Árbitros asistentes | Giorgio Peretti     |
| Cuarto árbitro      | Rade Obrenović      |
| Quinto árbitro      | Jure Praprotnik     |
| VAR                 | Massimiliano Irrati |
| Adicional VAR       | Cătălin Popa        |
| Adicional VAR       | Tiago Martins       |

| 16         | Guardameta     | Mike Maignan        |     |
| 5          | Defensa        | Jules Koundé        |     |
| 4          | Defensa        | Dayot Upamecano     |     |
| 17         | Defensa        | William Saliba      |     |
| 22         | Defensa        | Theo Hernández      |     |
| 8          | Centrocampista | Aurélien Tchouaméni | 81' |
| 13         | Centrocampista | N'Golo Kanté        | 61' |
| 14         | Centrocampista | Adrien Rabiot       | 61' |
| 11         | Delantero      | Ousmane Dembélé     | 86' |
| 10         | Delantero      | Kylian Mbappé       |     |
| 25         | Delantero      | Bradley Barcola     | 61' |
| Entrenador | Entrenador     | Didier Deschamps    |     |

| 12         | Guardameta     | Łukasz Skorupski      |     |
| 5          | Defensa        | Jan Bednarek          |     |
| 3          | Defensa        | Paweł Dawidowicz      |     |
| 14         | Defensa        | Jakub Kiwior          |     |
| 19         | Centrocampista | Przemysław Frankowski |     |
| 8          | Centrocampista | Jakub Moder           |     |
| 10         | Centrocampista | Piotr Zieliński       |     |
| 21         | Centrocampista | Nicola Zalewski       | 68' |
| 20         | Centrocampista | Sebastian Szymański   | 68' |
| 26         | Centrocampista | Kacper Urbański       |     |
| 9          | Delantero      | Robert Lewandowski    |     |
| Entrenador | Entrenador     | Michał Probierz       |     |

| 6  | Centrocampista | Eduardo Camavinga | 61' |
| 7  | Delantero      | Antoine Griezmann | 61' |
| 9  | Delantero      | Olivier Giroud    | 61' |
| 19 | Centrocampista | Youssouf Fofana   | 81' |
| 12 | Delantero      | Randal Kolo Muani | 86' |

| 7  | Delantero      | Karol Świderski | 68' |
| 25 | Centrocampista | Michał Skóraś   | 68' |

| Anotado · Penal | 56' | Kylian Mbappé | 1:0 |

| Anotado · Penal | 79' | Robert Lewandowski | 1:1 |

| Amonestado | 43' | Adrien Rabiot |

| Amonestado | 24'   | Nicola Zalewski  |
| Amonestado | 53'   | Michał Probierz  |
| Amonestado | 89'   | Paweł Dawidowicz |
| Amonestado | 90+2' | Karol Świderski  |

| Árbitro             | Marco Guida         |
| Árbitros asistentes | Filippo Meli        |
| Árbitros asistentes | Giorgio Peretti     |
| Cuarto árbitro      | Rade Obrenović      |
| Quinto árbitro      | Jure Praprotnik     |
| VAR                 | Massimiliano Irrati |
| Adicional VAR       | Cătălin Popa        |
| Adicional VAR       | Tiago Martins       |

| Estadísticas      | Bandera de Francia | Bandera de Polonia |
| Tiros             | 19                 | 10                 |
| Tiros a puerta    | 8                  | 3                  |
| Faltas            | 12                 | 15                 |
| Saques de esquina | 11                 | 3                  |
| Penaltis          | 1                  | 1                  |
| Fueras de juego   | 1                  | 0                  |
| Posesión de balón | 56%                | 44%                |

## Estadísticas

### Participación de jugadores
| N.° | Pos        | Jugador           | PJ | Minutos jugados | Goles recibidos | Atajos | Tarjetas amarillas | Doble tarjeta amarilla y roja | Tarjetas rojas |
| --- | ---------- | ----------------- | -- | --------------- | --------------- | ------ | ------------------ | ----------------------------- | -------------- |
| 1   | Guardameta | Wojciech Szczęsny | 2  | 180             | 5               | 8      | 1                  | 0                             | 0              |
| 12  | Guardameta | Łukasz Skorupski  | 1  | 90              | 1               | 8      | 0                  | 0                             | 0              |
| 22  | Guardameta | Marcin Bułka      | 0  | 0               | 0               | 0      | 0                  | 0                             | 0              |

| N.° | Pos            | Jugador               | PJ | Minutos jugados | Goles | Asistencias | Tarjetas Amarillas | Doble tarjeta amarilla y roja | Tarjetas rojas |
| --- | -------------- | --------------------- | -- | --------------- | ----- | ----------- | ------------------ | ----------------------------- | -------------- |
| 2   | Defensa        | Bartosz Salamon       | 1  | 86              | 0     | 0           | 0                  | 0                             | 0              |
| 3   | Defensa        | Paweł Dawidowicz      | 2  | 180             | 0     | 0           | 1                  | 0                             | 0              |
| 4   | Defensa        | Sebastian Walukiewicz | 0  | 0               | 0     | 0           | 0                  | 0                             | 0              |
| 5   | Defensa        | Jan Bednarek          | 3  | 270             | 0     | 0           | 0                  | 0                             | 0              |
| 6   | Centrocampista | Jakub Piotrowski      | 2  | 57              | 0     | 0           | 0                  | 0                             | 0              |
| 7   | Delantero      | Karol Świderski       | 3  | 87              | 0     | 0           | 1                  | 0                             | 0              |
| 8   | Centrocampista | Jakub Moder           | 3  | 180             | 0     | 0           | 1                  | 0                             | 0              |
| 9   | Delantero      | Robert Lewandowski    | 2  | 120             | 1     | 0           | 1                  | 0                             | 0              |
| 10  | Centrocampista | Piotr Zieliński       | 3  | 255             | 0     | 1           | 0                  | 0                             | 0              |
| 11  | Centrocampista | Kamil Grosicki        | 1  | 15              | 0     | 0           | 0                  | 0                             | 0              |
| 13  | Centrocampista | Taras Romanczuk       | 1  | 55              | 0     | 0           | 0                  | 0                             | 0              |
| 14  | Defensa        | Jakub Kiwior          | 3  | 270             | 0     | 0           | 0                  | 0                             | 0              |
| 15  | Defensa        | Tymoteusz Puchacz     | 1  | 34              | 0     | 0           | 1                  | 0                             | 0              |
| 16  | Delantero      | Adam Buksa            | 2  | 150             | 1     | 0           | 0                  | 0                             | 0              |
| 17  | Centrocampista | Damian Szymański      | 0  | 0               | 0     | 0           | 0                  | 0                             | 0              |
| 18  | Defensa        | Bartosz Bereszyński   | 1  | 4               | 0     | 0           | 0                  | 0                             | 0              |
| 19  | Centrocampista | Przemysław Frankowski | 3  | 270             | 0     | 0           | 0                  | 0                             | 0              |
| 20  | Centrocampista | Sebastian Szymański   | 2  | 113             | 0     | 0           | 0                  | 0                             | 0              |
| 21  | Centrocampista | Nicola Zalewski       | 3  | 248             | 0     | 0           | 1                  | 0                             | 0              |
| 23  | Delantero      | Krzysztof Piątek      | 1  | 60              | 1     | 0           | 0                  | 0                             | 0              |
| 24  | Centrocampista | Bartosz Slisz         | 2  | 110             | 0     | 0           | 1                  | 0                             | 0              |
| 25  | Centrocampista | Michał Skóraś         | 1  | 22              | 0     | 0           | 0                  | 0                             | 0              |
| 26  | Centrocampista | Kacper Urbański       | 3  | 148             | 0     | 0           | 0                  | 0                             | 0              |

### Goleadores
| N.°   | Jugador            | Anotado | PJ | Prom. | Jugada | Cabeza | TL | Penal |
| ----- | ------------------ | ------- | -- | ----- | ------ | ------ | -- | ----- |
| 1     | Krzysztof Piątek   | 1       | 1  | 1     | 1      | 0      | 0  | 0     |
|       | Adam Buksa         | 1       | 2  | 0.5   | 0      | 1      | 0  | 0     |
|       | Robert Lewandowski | 1       | 2  | 0.5   | 0      | 0      | 0  | 1     |
| Total | Total              | 3       | 3  | 1     | 1      | 1      | 0  | 1     |

### Asistencias
| N.°   | Jugador         | Asistencia | Jugada | Cabeza | TL | SdE |
| ----- | --------------- | ---------- | ------ | ------ | -- | --- |
| 1     | Piotr Zieliński | 1          | 0      | 0      | 0  | 1   |
| Total | Total           | 1          | 0      | 0      | 0  | 1   |

### Tarjetas disciplinarias
| N.°   | Jugador            | Amonestado | Otorgado · Expulsado | Expulsado | Sanción |
| ----- | ------------------ | ---------- | -------------------- | --------- | ------- |
| 1     | Robert Lewandowski | 1          | 0                    | 0         |         |
|       | Jakub Moder        | 1          | 0                    | 0         |         |
|       | Bartosz Slisz      | 1          | 0                    | 0         |         |
|       | Wojciech Szczęsny  | 1          | 0                    | 0         |         |
|       | Nicola Zalewski    | 1          | 0                    | 0         |         |
|       | Paweł Dawidowicz   | 1          | 0                    | 0         |         |
|       | Karol Świderski    | 1          | 0                    | 0         |         |
|       | Michał Probierz    | 1          | 0                    | 0         |         |
| Total | Total              | 8          | 0                    | 0         |         |